# 鬼肢解
《鬼肢解》 （泰語： 或 Body ... Sob 19，直譯為「第十九號屍體」）是2007年泰國恐怖驚悚片，由 GTH製作，這家公司在2004年也曾發行過熱門的恐怖片鬼影。《鬼肢解》由Paween Purijitpanya執導，楚克·薩克瑞科（Chookiat Sakveerakul）編劇，他也曾執導過驚悚片《13 駭人遊戲》。
《鬼肢解》取材於泰國社會真實發生過的謀殺案，一位醫生因殺害和分屍他的妻子，被判處死刑。
演員之一的Arak Amornsupasiri是泰國搖滾樂團Slur的吉他手，在戲中飾演男主角「宗」。